# Betsinga
Betsinga, južnobantoidni narod iz skupie Mbam koji živi duž rijeke Sanaga i sjeverno od nje u Kamerunu. Pripadaju Benue-kongoanskim narodima, i užoj skupini mbam-govornika. Etnička populacija iznosi oko 46,000. Govore jezikom tuki koji ima 26,000 govornika (1982 SIL) i nekoliko dijalekata.